# Реактор на растворах солей
Ядерный реактор на растворах солей — гомогенный ядерный реактор, активная зона которого представляет собой раствор соли ядерного топлива (урана, плутония, тория) в воде (обычной или тяжелой), которая служит замедлителем. Преимуществами такого реактора являются компактность, простота конструкции, отрицательный температурный коэффициент реактивности, большая эффективность наработки изотопов, недостатками — низкая мощность. На сегодняшний день единственным действующим реактором на растворах солей является экспериментальный Аргус тепловой мощностью 20 кВт, топливом в котором является раствор уранилсульфата UO2SО4. Наиболее перспективными реакторами этого типа являются реакторы на растворе нитрата плутония Pu-239, которые отличаются малыми габаритами вследствие малой критической массы плутония.